# 3,4-Methylenedioxy-N-ethylamphetamine
3,4-Methylenedioxy- N -ethylamphetamine ("MDEA"; còn gọi là "MDE" và thông tục, "Eve") là một thuốc thần kinh empathogenic. MDEA là một amphetamine thay thế và một methylenedioxyphenethylamine được thay thế. MDEA hoạt động như một serotonin, norepinephrine, và chất giải phóng dopamine và chất ức chế tái hấp thu.
Sở hữu MDEA là bất hợp pháp ở hầu hết các Quốc gia. Một số trường hợp ngoại lệ hạn chế tồn tại cho nghiên cứu khoa học và y tế.

## Công dụng

### Y khoa
MDEA hiện không có sử dụng y tế nào được chấp nhận.

### Giải trí
MDEA được sử dụng giải trí theo cách tương tự như MDMA (còn được gọi là thuốc lắc), tuy nhiên tác dụng chủ quan của MDEA nhẹ hơn và kéo dài hơn. Alexander Shulgin báo cáo rằng nó sẽ ném đá với liều lượng cao. Tiêu thụ thường xuyên nhất bằng miệng, liều MDEA giải trí nằm trong khoảng 100 đến 200 mg. Không thường xuyên, MDEA là một chất ngoại tình của thuốc lắc. Các nghiên cứu được thực hiện vào những năm 1990 đã tìm thấy MDEA hiện diện trong khoảng bốn phần trăm viên thuốc lắc.

## Tác dụng phụ
Các tác dụng phụ được báo cáo từ MDEA bao gồm:
- Tăng thân nhiệt [2]
- Bệnh nấm da [2]
- Mất cảm giác ngon miệng [1]

## Quá liều
Các triệu chứng quá liều được báo cáo của MDEA bao gồm:
- Đông máu nội mạch lan tỏa [2]
- Cứng cơ [2]
- Tiêu cơ vân [2]
- Co giật [2]
- Nhịp tim nhanh [2]
- Hạ huyết áp [2]
- Đổ mồ hôi [2]

## Hóa học

### Tổng hợp
MDEA thường được tổng hợp từ các loại tinh dầu như safrole hoặc piperonal.

## Lịch sử, xã hội và văn hóa
Alexander Shulgin đã tiến hành nghiên cứu về các hợp chất methylenedioxy trong những năm 1960. Trong một mục sổ ghi chép trong phòng thí nghiệm năm 1967, Shulgin đã đề cập ngắn gọn về báo cáo của một đồng nghiệp về tác dụng của chất này với liều 100 mg. Shulgin sau đó đã mô tả chất này trong cuốn sách PiHKAL của mình.
Tại Hoa Kỳ, MDEA đã được giới thiệu một cách giải trí vào năm 1985 như là một thay thế hợp pháp cho MDMA mới bị cấm. MDEA đã được tạo ra một chất theo Lịch 1 tại Hoa Kỳ vào ngày 13 tháng 8 năm 1987 theo Đạo luật Tương tự Liên bang.